# Knights of Honor II: Sovereign
Knights of Honor II: Sovereign là tựa game đại chiến lược do hãng Black Sea Games phát triển và THQ Nordic phát hành vào năm 2022. Đây là phần tiếp theo của Knights of Honor năm 2004.

## Lối chơi
Knights of Honor II được nhà sản xuất thiết kế để trở thành điểm khởi đầu dễ tiếp cận dành cho những game thủ mới bước chân vào thể loại đại chiến lược. Giống như dòng game Crusader Kings, người chơi được giao quyền quản lý cả một đế chế, bao gồm quân đội, quan hệ ngoại giao, kinh tế, vấn đề tôn giáo và đời sống của nông dân. Quyết định mà người chơi đưa ra trong game có thể ảnh hưởng đến cách phản ứng của các phe phái khác nhau, bao gồm khả năng nổi loạn và mưu đồ ám sát. Có nhiều màn chơi theo kịch bản khác nhau trong game vào thế kỷ 12, thế kỷ 13 và thế kỷ 14. Hàng loạt trận đánh diễn ra theo thời gian thực giống như thể loại game chiến lược thời gian thực hoặc người chơi có thể để chính game quản lý trận đánh giùm mình luôn.

## Phát triển
Nhà phát triển Black Sea Games có trụ sở tại Bulgaria. THQ Nordic đã phát hành Knights of Honor II: Sovereign cho Windows vào ngày 6 tháng 12 năm 2022.

## Đón nhận
Knights of Honor II: Sovereign nhận được những đánh giá tích cực trên Metacritic. Digitally Downloaded khen ngợi khả năng tiếp cận của game mà họ cho biết không làm mất đi lối chơi. Họ nói rằng trò chơi này mang đến cầu nối thú vị và dễ học giữa dòng game Civilization  có tính trừu tượng cao và dòng game Crusader Kings của Paradox. IGN Italia cho biết trò chơi này cung cấp một tựa game phức tạp và có nhiều lớp dành cho cả người chơi mới và cũ.